# Kosovo Security Force
De Kosovo Security Force (Albanees: Forca e Sigurisë së Kosovës; Servisch: Косовске безбедносне снаге) is het leger van Kosovo. De belangrijkste taken zijn territoriale verdediging, zoek- en reddingsacties, het opruimen van gevaarlijke stoffen en brandbestrijding. De commandant is generaal Rrahman Rama.

## Geschiedenis
Kosovo was lang onderdeel van Joegoslavië en dus had het Joegoslavisch leger het gebied onder zijn hoede. Na de burgeroorlog in 1999 kwam Kosovo onder VN-toezicht te staan.
Nadat Kosovo in februari 2008 onafhankelijk werd van Servië begonnen de Kosovo Force en het Kosovo Protection Corps de voorbereidingen voor de vorming van de Kosovo Security Force. De toelating en de opleiding van personeel begon in juni van dat jaar. Leden van de NAVO gingen naar Kosovo om het proces te begeleiden en vanaf begin december 2008 begonnen de selecties van kandidaten tussen de 18 en 30 jaar oud. In december 2018 keurde de Kosovaarse regering de wetgeving goed om de Kosovo Security Force te definiëren als een "professionele militaire macht" en om een ministerie van Defensie op te  richten.

## Samenstelling
Iedere burger van Kosovo die ouder is dan 18 jaar komt in aanmerking om te dienen in de Kosovo Security Force. Het Kosovaarse leger bestaat voor meer dan 90% uit Albanezen.